# غل سفيد (تشيلو)
غل سفيد (بالفارسية: گل سفید) هي منطقة سكنية تقع في إيران في قسم تشيلو الريفي. يقدر عدد سكانها بـ 25 نسمة .